# Os Originais do Samba
Os Originais do Samba é um grupo musical brasileiro de samba formado na década de 1960 no Rio de Janeiro por ritmistas de escolas de samba.
Seu integrante mais conhecido foi Mussum, que integrou o humorístico Os Trapalhões ao lado de Renato Aragão, Mauro Gonçalves e Dedé Santana. Completaram a formação com Coimbra (reco-reco), Zinho (cuíca) e Claudio (surdo).
Tocaram com grandes nomes da música popular brasileira como Alex Luiz, Armando Geraldo, Jair Rodrigues, Vinicius de Moraes e, também, da música mundial, como Earl Grant.
Excursionaram pela Europa e Estados Unidos e foram o primeiro conjunto de samba a se apresentar no Olympia de Paris.
Alguns de seus maiores sucessos são "Tá Chegando Fevereiro" (Jorge Ben/João Melo), "Do Lado Direito da Rua Direita" (Luiz Carlos/Chiquinho), "A Dona do Primeiro Andar", "O Aniversário do Tarzan", "Esperanças Perdidas" (Adeilton Alves/Délcio Carvalho), "E Lá se Vão Meus Anéis" (Eduardo Gudin/P.C. Pinheiro), "Tragédia no Fundo do Mar "(Assassinato do Camarão) (Zeré/Ibrahim), "Se Papai Gira" (Jorge Ben) e "Nego Véio Quando Morre" (Pachequinho).

## História
O grupo foi criado com o nome "Os Sete Modernos do Samba", no ano 1960. A partir de 1961 passaram a chamar "Os Originais do Samba", e a se apresentar em praias e baladas, incluindo a balada do Copacabana Palace.
Fixaram-se em Recife depois de excursionar pela América, e em 1968 acompanharam Elis Regina na música vencedora da I Bienal do Samba, Lapinha, de Baden Powell e P.C. Pinheiro.
Com a boa visibilidade obtida nesse festival, o grupo – originalmente formado por Bidi, Bigode Chiquinho, Lelei, Rubão e Mussum – entrou na RCA e gravou o primeiro álbum, Os Originais do Samba, em 1969. O disco fez grande sucesso, impulsionado pela música "Cadê Tereza?", presente de Jorge Ben.
Em grande evidência na primeira metade da década de 1970, emplacaram sucessos como "Do lado direito da rua direita" (Luiz Carlos e Chiquinho, 1972), "Esperanças perdidas" (Adeilton Alves e Délcio Carvalho, 1972) e "Tragédia no fundo do mar (Assassinato do camarão)" (Ibrain e Zeré, 1974). Participaram de festivais e ganharam discos de ouro pelas vendas de suas gravações, combinando o canto uníssono, a roupa padronizada e boa dose de humor.
Em 1979, Mussum pediu dispensa dos Originais do Samba para se dedicar ao humor.
Em 1980, gravaram um compacto simples ("Mulher, Mulher", de Jorge Ben), em 1981 um LP intitulado Eu me Rendo (Fábio Junior) e em 1983 o LP Canta Meu Povo, Canta.
Em 2000, gravaram o CD Ao Vivo com convidados como Almir Guineto, Carlos Dafé, Joãozinho Carnavalesco, Dhema, entre outros, tendo como sucesso a releitura de "A Subida do Morro", com a participação do rapper Xis.
Em 2003, gravaram um CD focado no samba-rock, regravando os principais sucessos do grupo.
Em 2008, com recursos próprios, lançaram o CD A Corda Arrebenta e o Samba não Cai, com 15 músicas inéditas e 2 regravações.
Dos elementos desta fórmula do sucesso, a "experiência" traz o registro na "Enciclopédia Brasileira da Música Popular Brasileira e Clássicos do Samba".
A partir de 2017, tiveram repaginação, bem como a tipologia que traduz esse tradicional grupo da música brasileira. Em junho de 2017 lançam o projeto Ontem, Hoje e Sempre, onde vêm com uma roupagem moderna, sem perder a característica do samba tradicional com novas músicas e com participações especiais como Zeca Pagodinho, Benito Di Paula e Reinaldo.

## Integrantes

### Formação atual
- Bigode do Pandeiro
- Juninho
- Rogério Santos
- Marcos Scooby

### Formações anteriores

#### Formação original[10]
- Mussum - reco-reco, voz
- Bidi - cuíca, voz
- Chiquinho - ganzá, voz
- Lelei - tamborim, voz
- Rubão - surdo, voz (substituído por Branca de Neve e acrescentando violão, voz)
- Jonas (substituído por Bigode - pandeiro, voz)[11]

#### Segunda Formação
- Coimbra - reco-reco, voz
- Zinho - cuíca, voz
- Chiquinho - agogô, voz
- Lelei - tamborim, voz
- Claudio - surdo, voz
- Bigode - pandeiro, voz

#### Terceira formação
- Bigode - pandeiro, voz
- Zeca do Cavaco - cavaco, banjo
- Gibi - reco-reco, tamborim
- Sócrates - guitarra
- Rubinho Lima - percussão
- Valtinho Tato - percussão

### Ex-integrantes
- Mussum (falecido)
- Chiquinho (falecido)
- Lelei
- Rubão (falecido)
- Bigode
- Almir Guinéto (rápida passagem em 1979)
- Armando (falecido)
- Branca di Neve (falecido)
- Idi Amin
- Coimbra - reco-reco, voz (no lugar de Mussum, em 1980)
- Zinho da Cuíca (no lugar de Bidi)
- Claudio - surdo (no lugar de Branca di Neve)
- Gibi
- Vinicius - baterista
- Biguinho - compositor (falecido)
- Paulo Rogério, o Paulão - baterista (falecido)
- Rubinho Lima  - depois Sambasonic
- Sócrates
- Valtinho Tato
- Zeca do Cavaquinho
- Joãozinho Carnavalesco
- Fritz Escovão
- Betinho Drumms - vocal e compositor
- Zé Carlos (Adorno) - tecladista e arranjador
- Gêra (falecido)
- Ulysses Costa - bateria (atual Banda Tradição Popular)
- Bidi - cuíca e voz (falecido[12])

## Discografia

### Álbuns
- Os Originais do Samba (1995) RGE
- Os Originais de todos os sambas (1997) RGE
- Os Originais do Samba Ao Vivo (2000) Rhythm and Blues
- Swing dos Originais (2003) Rhythm and Blues/Canta Brasil
- A Corda Arrebenta e o Samba não cai (2008) Independente

### EP's/LP's[6]
- Os Originais do Samba (1969, RCA)
- Os Originais do Samba - Volume 2 (1970, RCA)
- Samba é de Lei (1970, RCA)
- Samba Exportação (1971, RCA)
- O Samba é a Corda... Os Originais a Caçamba (1972, RCA)
- É Preciso Cantar (1973, RCA)
- Pra que Tristeza (1974, RCA)
- Alegria de Sambar (1975, RCA)

- Em Verso e Prosa (1976, RCA)
- Os Bons Sambistas Vão Voltar (1977, RCA)
- Aniversario do Tarzan (1978, RCA)
- Clima Total (1979, RCA)
- Os Originais do Samba (1981, RCA)
- Canta, Meu povo, Canta (1983, RCA)
- A Malandragem Entrou em Greve (1986) Copacabana
- Sangue, Suor e Samba (1989) Copacabana
- Brincar de Ser Feliz (1992) ChicShow/Fivestar
- A Vida é Assim (1994) ChicShow/Fivestar

### Outros
- Show / Recital - Baden Powell - Márcia - Os Originais do Samba (1968)